# Talsperre Tierras Blancas
Die Talsperre Tierras Blancas (spanisch Represa Tierras Blancas bzw. Dique Tierras Blancas) ist eine Talsperre mit Wasserkraftwerk in der Provinz Mendoza, Argentinien. Sie staut den Río Atuel zu einem kleinen Stausee auf. Die Talsperre und das zugehörige Kraftwerk Nihuil III (span. Central hidroeléctrica Nihuil III) werden auch als Wasserkraftwerkskomplex Nihuil III (span. Complejo hidroeléctrico Nihuil III) bezeichnet.
Die Talsperre dient der Stromerzeugung. Mit ihrem Bau wurde 1969 begonnen. Sie wurde 1971 fertiggestellt. Die Talsperre und das Wasserkraftwerk sind in Staatsbesitz (Provincia de Mendoza). Die Konzession für den Betrieb wurde der Hidroeléctrica Nihuiles S.A. am 1. Juni 1994 übertragen.

## Absperrbauwerk
Das Absperrbauwerk ist eine Gewichtsstaumauer aus Beton mit einer Höhe von 37 m über dem Flussbett. Die Mauerkrone liegt auf einer Höhe von 891 m über dem Meeresspiegel. Die Länge der Mauerkrone beträgt 122 m, ihre Breite an der Krone 5 m. Das Volumen des Absperrbauwerks liegt bei 30.000 (bzw. 32.800) m³. Die Staumauer verfügt sowohl über eine Hochwasserentlastung als auch über einen Grundablass. Über die Hochwasserentlastung können maximal 496 (bzw. 600) m³/s abgeleitet werden, über den Grundablass maximal 120 m³/s.

## Stausee
Das normale Stauziel liegt zwischen 883,75 und 887,75 m. Bei einem Stauziel von 887,75 m erstreckt sich der Stausee über eine Fläche von rund 0,092 km² und fasst 0,65 (bzw. 0,8 oder 0,89) Mio. m³ Wasser. Das maximale Stauziel beträgt 890 m, das minimale 881,75 m.

## Kraftwerk
Das Kraftwerk Nihuil III wurde von 1968 bis 1972 errichtet. Das Maschinenhaus des Kraftwerks befindet sich etwa 5 km flussabwärts der Talsperre am rechten Flussufer. Die installierte Leistung beträgt 52 MW. Die durchschnittliche Jahreserzeugung wird mit 130 (bzw. 150 oder 164) Mio. kWh angegeben. Die Jahreserzeugung schwankt: sie lag 2000 bei 128 Mio. kWh und 2006 bei 217 Mio. kWh.
Die zwei Francis-Turbinen leisten jeweils maximal 26 MW und die Generatoren jeweils 32,5 MVA. Die Nenndrehzahl der Turbinen beträgt 272 min−1. Die Fallhöhe liegt zwischen 68,8 und 76,75 m. Der Durchfluss beträgt 40 m³/s (maximal 78, minimal 29 m³/s) je Turbine.

## Sonstiges
Der Betreiber Hidroeléctrica Nihuiles S.A. ist zu 52,04 % im Besitz von Pampa Energía.